# Diplocentrus longimanus
Espèce
Diplocentrus longimanus est une espèce de scorpions de la famille des Diplocentridae.

## Distribution
Cette espèce est endémique du Morelos au Mexique. Elle se rencontre à Puente de Ixtla et Tlaquiltenango dans la sierra de Huautla.

## Description
Le mâle holotype mesure 69,7 mm et la femelle paratype 75,8 mm.

## Publication originale
- Santibáñez López, Francke & Athanasiadis, 2011 : The genus Diplocentrus Peters (Scorpiones: Diplocentridae) in Morelos, Mexico. Revista Iberica de Arachnologia, vol. 19, p. 3-13 (texte intégral).